# Malhação (2.ª temporada)
A segunda temporada da novela Malhação, foi produzida e exibida pela TV Globo de 8 de abril de 1996 a 2 de janeiro de 1997, em 194 capítulos. No dia 3 de janeiro foi exibida a reapresentação do último capítulo, enquanto de 6 de janeiro a 28 de março foi exibida uma reprise compacta dos melhores momentos.
Escrita por Emanuel Jacobina e Andréa Maltarolli, com colaboração de Patrícia Moretzsohn, Glória Barreto e Filipe Miguez, teve o roteiro final de Ronaldo Santos e Charles Peixoto. A supervisão foi de Charles Peixoto, Marcia Prates e Maria Helena Nascimento. A novela foi dirigida por Carlos Magalhães e  Leandro Neri. Depois a Globo fez mudanças na novela e passou a direção para Flávio Colatrello Jr. e Paulo Silvestrini. O Diretor Geral foi Carlos Magalhães, a Globo fez mudanças e passou a Direção Geral para Flávio Colatrello Jr. A direção de Núcleo ficou a cargo de Wolf Maya.
Conta com as atuações de Fernanda Rodrigues, Cláudio Heinrich, Danton Mello, Camila Pitanga, Marcos Frota, Samantha Dalsoglio, Bianca Byington, e André Marques. A canção "Assim Caminha a Humanidade", de Lulu Santos, serve como tema da segunda temporada.

## Enredo
Após o amadurecimento de Luiza (Fernanda Rodrigues), Dado (Cláudio Heinrich) finalmente se apaixona por ela e os dois começam a viver um romance. Antes disso porém, ela se interessa por Raul (Nico Puig), conhecido pelo apelido de Bad Boy na temporada anterior e que a incentiva a se rebelar. Enquanto isso Romão (Luigi Barricelli) encontra um novo amor na doce Mariana (Susana Werner).
Com a chegada da misteriosa Alex (Camila Pitanga), Héricles (Danton Mello) passa a viver um romance real sem problemas de distância geográfica. Mas Alex tem muito a esconder.
Após a morte de Ferraz, o novo dono da Academia Malhação, empresa passa a ser gerenciada por sua filha Joana (Samantha Dalsoglio) e Raul, sobrinho da Zizi (Elizângela), a segunda esposa do empresário que detesta a enteada e deixa sua parte para ser administrada pelo rebelde. Enquanto Raul comete vários crimes na administração para usurpar dinheiro da academia, Joana tenta levar o trabalho a sério e se tornar uma empresária competente, além de viver um romance conturbado com o personal trainer Hugo (Marcos Frota), que se surpreende com a gravidez da ex namorada Dóris (Byanca Byington).
Continuam na história Tainá (Ana Paula Tabalipa) e Léo (Pablo Uranga), que agora casados precisam saber o que fazer da vida. O malandro Mocotó (André Marques) e a atrapalhada Magali (Daniela Pessoa) continuam na novela. Enquanto isso Bróduei (Fabiano Miranda) descobre o primeiro amor com Jade (Luíza Curvo), mas tem que disputá-la com Pedro (Rodrigo Drippê).

## Elenco
| Intérprete         | Personagem                                                            |
| ------------------ | --------------------------------------------------------------------- |
| Fernanda Rodrigues | Luiza Pratta Gonzalez                                                 |
| Cláudio Heinrich   | Eduardo Kleber Siqueira Júnior (Dado)                                 |
| Camila Pitanga     | Alexandra Nogueira Bittencourt (Alex)                                 |
| Luigi Baricelli    | Romão Marques Macieira                                                |
| Susana Werner      | Mariana Silveira                                                      |
| Danton Mello       | Héricles Barreto                                                      |
| André Marques      | Alexandre Ferreira (Mocotó)                                           |
| André Marques      | Gaudêncio Ferreira / Rabada (primo e sósia de Mocotó, irmão de Celso) |
| André Marques      | Celso Ferreira (primo e sósia de Mocotó, irmão de Rabada)             |
| André Marques      | Dobradinha (tia de Mocotó)                                            |
| Samantha Dalsoglio | Joana Ferraz                                                          |
| Íris Bustamante    | Fernanda Lopes Werter                                                 |
| Daniela Pessoa     | Magali                                                                |
| Luiza Curvo        | Jade Margaret Shue                                                    |
| Bruno de Luca      | Fábio Gonzalez Filho                                                  |
| Marcos Frota       | Hugo Silveira                                                         |
| Bianca Byington    | Dóris Simões de Andrade                                               |
| John Herbert       | Nabucodonosor Pereira (Nabuco)                                        |
| Beto Simas         | Júlio Almeida dos Santos Hermann                                      |
| Renata Fronzi      | Jasmim Silveira                                                       |
| Fred Mayrink       | Farinha                                                               |
| Rodrigo Drippê     | Pedro                                                                 |
| Dill Costa         | Maria Candelária Felipe Santiago                                      |
| Fabiano Miranda    | Bróduei Washington do Nascimento Jr                                   |
| Lucas Margutti     | Paulista                                                              |

### Participações especiais
| Intérprete          | Personagem                                                                                   |
| ------------------- | -------------------------------------------------------------------------------------------- |
| Ademir Zanyor       | Israel da Conceição (professor de natação da academia)                                       |
| Adriano Reys        | Dr. Ferraz (pai de Joana e marido de Zizi)                                                   |
| Alanis Morissette   | Ela mesma                                                                                    |
| Alinne Schwartz     | Claudinha (aluna, que substitui Mariana no sushi bar)                                        |
| Ana Luiza Castro    | Lavínia Campelo (modelo que trapaceia no concurso Garota Buxixo)                             |
| Ana Paula Guimarães | Nani (Joana, aluna da academia)                                                              |
| Ana Paula Tabalipa  | Tainá Rebouças Pinheiro (esposa de Léo)                                                      |
| Andréa Murucci      | Vera (Verinha Vendaval, amante e cumplice de Raul em suas falcatruas)                        |
| Bia Montez          | Fátima (costureira do concurso Garota Buxixo)                                                |
| Bruno Padilha       | Mestre Carlinhos (treinador de Romão)                                                        |
| Caíque Loyola       | Jorge (aluno da academia)                                                                    |
| Carlos Sato         | Akira (sushi-man do restaurante japonês de Alex e Joana)                                     |
| Cássia Linhares     | Ciça (editora da Buxixo e produtora do programa que Héricles e Fernanda criam)               |
| Castro Gonzaga      | Papai Noel                                                                                   |
| Christine Fernandes | Maribel Lamarca (amiga de Dóris que conhece o passado de Alex)                               |
| Copacabana Beat     | eles mesmos (se apresentam na festa de ano novo da academia)                                 |
| Danton Jardim       | Renato Garcia Molina (arquiteto, amante de Laura que se torna amigo de Romão)                |
| Diogo Albuquerque   | Mateus Pereira (neto naturista de Nabuco que se envolve com Magali)                          |
| Elizângela          | Zizi (Izildete Ferraz, esposa de Ferraz, madrasta de Joana e tia de Raul)                    |
| Fabiano Miranda     | Bróduei Washington do Nascimento Jr                                                          |
| Fabiano Nogueira    | Pedrão (aluno da academia)                                                                   |
| Fernando José       | Monsieur Bistrô (critico gastronômico que visita o sushi-bar)                                |
| Francisco Milani    | Bartholomeu Simões de Andrade Silveira (voz, filho de Dóris e Hugo)                          |
| Gutti Fraga         | Valdomiro (namorado de Candelária que agride Bróduei e que também conhece o passado de Alex) |
| Jarcko Paes         | Beto (aluno que usa anabolizantes e mais tarde dá um golpe em Mariana)                       |
| Jonas Torres        | Júnior (Severino, garagista do prédio de Dado que se passa por rico)                         |
| José Augusto Branco | Nogueira (dono da editora que publica o livro de Héricles e Fernanda, tio de Alex)           |
| Juliana Martins     | Bella (Isabella Bittencourt, namorada de Romão)                                              |
| Katia Bronstein     | Lila Shue (cantora famosa, mãe racista e preconceituosa de Jade)                             |
| Manitou Felipe      | Serginho Rota (treinador misógino de Romão)                                                  |
| Márcio Ehrlich      | Anselmo (advogado de Ferraz)                                                                 |
| Marcelo Souto Maior | aluno da academia                                                                            |
| Maria Ribeiro       | Denise (aluna da academia)                                                                   |
| Mateus Carrieri     | Márcio Goldman (cirurgião plástico que dá consultas no programa de Héricles e Fernanda)      |
| Mônica Areal        | Tininha (recepcionista da academia)                                                          |
| Nico Puig           | Raul / Bad Boy (sobrinho de Zizi)                                                            |
| Nizo Neto           | eletricista do sushi bar                                                                     |
| Pablo Uranga        | Léo                                                                                          |
| Pedro Brício        | Vinícius (amigo de Álex)                                                                     |
| Renata Ghelli       | Ruth (aluna da academia)                                                                     |
| Ricardo Duque       | aluno da academia                                                                            |
| Ricardo Petraglia   | Carlos (pai de Gabriel)                                                                      |
| Sandra Hansen       | mulher que aplica um teste vocacional aos alunos da academia                                 |
| Sandro Rocha        | Marcos (assessor do Dr. Nogueira)                                                            |
| Silveirinha         | Francisco (fornecedor da academia que recusa a superfaturas as notas fiscais para Raul)      |
| Tatyane Goulart     | Maria de Fátima Rodrigues (aluna que sofre bullyng por estar acima do peso)                  |
| Terra Samba         | eles mesmos (se apresentam na festa de Natal da academia)                                    |
| Thierry Figueira    | Gabriel (aluno gay, amigo de Magali que desperta interesse de Luiza)                         |
| Vanessa Pascale     | Márcia Nascimento (vencedora do concurso Garota Buxixo após a desclassificação de Lavínia)   |
| Xuxa Lopes          | Laura Marques Macieira (mãe de Romão)                                                        |

## Exibição
Foi reprisada entre 06 de janeiro a 28 de março de 1997, em 60 capítulos.
Foi reexibida na íntegra pelo Viva de 5 de julho de 2021 a 31 de março de 2022, em 194 capítulos, substituindo Malhação de Verão e sendo substituída pela 3ª temporada, às 15h45, com reprise às 2h00 e às 11h30 e maratona aos sábados a partir das 10h00.

### Outras Mídias
Em 6 de junho de 2022, foi disponibilizada na íntegra pelo Globoplay, como parte do Projeto Resgate.

## Trilha sonora

#### Lista de faixas
| N.º            | Título                              | Compositor(es)                                  | Artista(s)         | Duração |  |
| 1.             | "Every Breath You Take" (Radio Mix) | Sting                                           | Undercover         | 3:20    |  |
| 2.             | "Caso Sério"                        | Rita Lee Roberto de Carvalho                    | Netinho            | 4:08    |  |
| 3.             | "In the Land of Love"               | Paul Strand Stefan Banz Louis Lusky             | DJ Company         | 4:37    |  |
| 4.             | "Sabão Crá-Crá" ("The Mad Ku-Ku")   | Marvin Hatley Mamonas Assassinas ( versão )     | Mamonas Assassinas | 0:43    |  |
| 5.             | "Baby Come Back"                    | Zabler Zundl Skyywalker                         | Worlds Apart       | 3:58    |  |
| 6.             | "Socorro"                           | Arnaldo Antunes Alice Ruiz                      | Cássia Eller       | 4:14    |  |
| 7.             | "Fun, Fun, Fun"                     | Brian Wilson Mike Love                          | The Beach Boys     | 2:04    |  |
| 8.             | "Garota Sangue Bom"                 | Fernanda Abreu Fausto Fawcett                   | Fernanda Abreu     | 4:22    |  |
| 9.             | "Lonely Boy"                        | Paul Anka                                       | Paul Anka          | 2:22    |  |
| 10.            | "Punnanny-Ta"                       | Toaster Eddie                                   | Toaster Eddie      | 3:10    |  |
| 11.            | "Sobre o Tempo"                     | John Ulhoa                                      | Pato Fu            | 3:28    |  |
| 12.            | "O Amor em Mim"                     | Dudu Falcão                                     | Márcia Freire      | 3:06    |  |
| 13.            | "Os Segundos"                       | Juliano Cortuah Jimmy Gutierrez Vinni Gutierrez | Cidadão Quem       | 3:48    |  |
| 14.            | "Perigosa"                          | Lee de Carvalho Nelson Motta                    | Thalma de Freitas  | 3:44    |  |
| Duração total: | Duração total:                      | Duração total:                                  | Duração total:     | 47:04   |  |

#### Créditos
Todo o processo de elaboração de Malhação 3 atribui os seguintes créditos:
- Direção musical: Mariozinho Rocha
- Produção musical: Armando Souza
- Fotos:Nana Moraes
- Ator: Fernanda Rodrigues